# Rudolf Hiller (Ingenieur)
Rudolf Hiller (* 7. Februar 1894 in Zittau; † 12. Mai 1972 in Hannover) war ein deutscher Maschinenbauingenieur, Erfinder und Unternehmer. Unter seiner Leitung wurden die Phänomen-Werke seines Vaters Gustav Hiller, des Pioniers für luftgekühlte Ottomotoren in Deutschland, zu einem Vorreiter im Bau und Einsatz solcher Motoren in wartungsarmen Nutzfahrzeugen.

## Leben
Rudolf war eines der vier Kinder des Gründers der Phänomen-Fahrradwerke Gustav Hiller und dessen Ehefrau Bert(h)a Hiller, geborene Freund (1869–1942). Nach dem Tod des Vaters im Jahr 1913 übernahm Rudolfs Onkel Josef Freund (* 1873) die Geschäftsleitung, überführte die Phänomen-Werke ein Jahr später in eine Gesellschaft mit beschränkter Haftung oder eine Offene Handelsgesellschaft und 1916 in die Aktiengesellschaft Phänomen-Werke Gustav Hiller AG.

Phänomen-Werke vor dem Brand 1919

Im Ersten Weltkrieg kam Rudolf Hiller im August 1914 zu einer Kraftfahr-Ersatz-Abteilung. Ab Mai 1917 nahm er an Stellungskämpfen an der Yser und am Wytschaete-Bogen, danach in Artois teil. Hierfür erhielt er das Ehrenkreuz für Frontkämpfer. Danach begann er ein Studium im Fach Maschinenbau. Im Frühjahr 1919 brannte das Phänomen-Werk in Zittau fast vollständig nieder. Die Produktion von Fahrrädern und von Motoren kam dadurch fast völlig zum Erliegen. Lediglich der 1911 errichtete Shedbau mit dem Kraftfahrzeugbau blieb verschont. Nach dem zügigen Abschluss des Studiums mit dem akademischen Grad Diplom-Ingenieur kam Hiller 1921 in das Unternehmen und wurde dort technischer Leiter. Er war maßgeblich am Wiederaufbau des Werks in Zittau von 1921 bis 1923 beteiligt.

Aktie von 1929 mit den Unterschriften der beiden Vorstandsvorsitzenden Josef Freund und Rudolf Hiller, für den Aufsichtsrat zeichnete Felix Popper

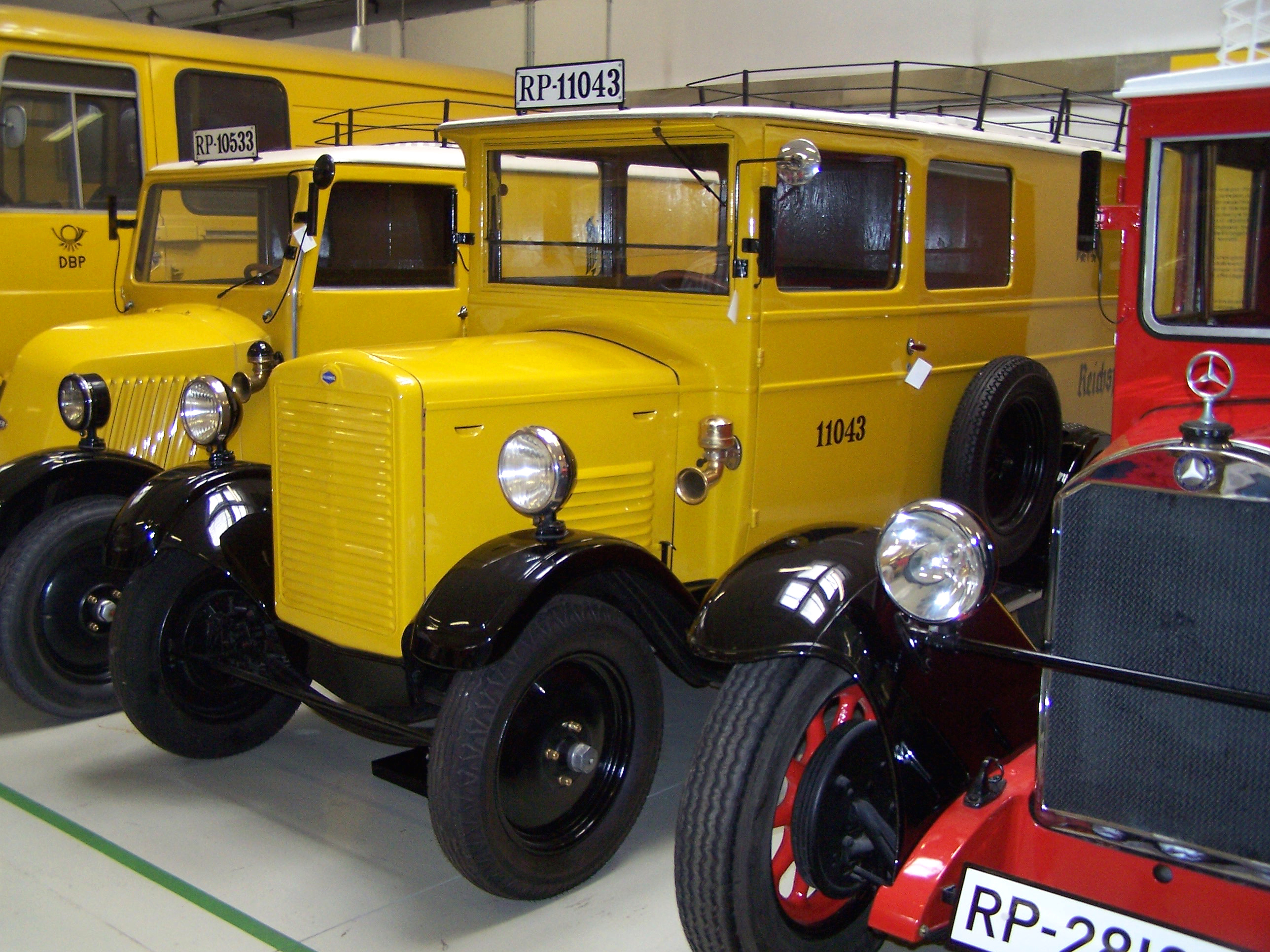
Kastenwagen des Typs Phänomen 4RL/K der Deutschen Reichspost, Baujahr 1930 (im Hintergrund Baujahr 1928)

Ende August 1924 heiratete Rudolf Hiller in Berlin-Charlottenburg die aus Magdeburg stammende Erika Leonie Julie Friederika Husmann (* 1905), mit der er eine Tochter hatte. Am 1. Januar 1925 bezog die Familie den Neubau in der Bismarckallee 20 (heute Weinauallee 20, Kulturdenkmal). Zusammen mit seinem Onkel und Mentor Josef Freund führte Hiller bei Fahrrädern und Kraftfahrzeugen neue Produktlinien ein und machte das Werk zu einem der beiden größten Industriebetriebe Zittaus. Ein großer Abnehmer für Lastkraftwagen mit Kastenaufbau und mit luftgekühltem 4-Zylinder-Ottomotor war ab 1927 die Reichspost. Die Fahrzeuge waren hauptsächlich Kastenwagen des Typs Phänomen 4RL/K. Für die Reichspost, aber auch zunehmend für die Reichswehr, kam ab 1931 der größere Phänomen Granit 25 dazu, der dann zum Typ 30 weiterentwickelt wurde.
Die Arisierung hatte schon ab 1933 Einfluss auf das Unternehmen. Josef Freund wurde auf Beschluss des Aufsichtsratsvorsitzenden Felix Popper und seiner Stellvertreterin Bertha Hiller, beide selbst jüdischer Abstammung, vom 5. Mai 1933 „von seiner Tätigkeit als Vorstandsmitglied enthoben“. Josef Freunds Eltern waren beide Juden. Der Vater Samuel Freund (1834–1893) war Mühlenbesitzer und Kaufmann aus Jungbunzlau in Böhmen (heute Mladá Boleslav). Er wurde wie auch seine Ehefrau Maria, geborene Strenitz (1842–1920), auf dem jüdischen Friedhof in Zittau begraben.
Statt Josef Freund übernahm der bisherige Prokurist Hermann Lucke (1879–1944), der Leiter der seit 1917 bestehenden Berliner Zweigniederlassung der Phänomen-Werke AG, die kaufmännische Leitung im Vorstand der Zittauer Aktiengesellschaft. In der außerordentlichen Generalversammlung am 29. Mai 1933 trat der gesamte Aufsichtsrat zurück. Die jüdischen Mitglieder – die stellvertretende Vorsitzende, Rudolf Hillers Mutter Bertha, der Oberjustizrat Felix Popper (1858–1937) und der Bankier Viktor von Klemperer – wurden nicht wieder gewählt.

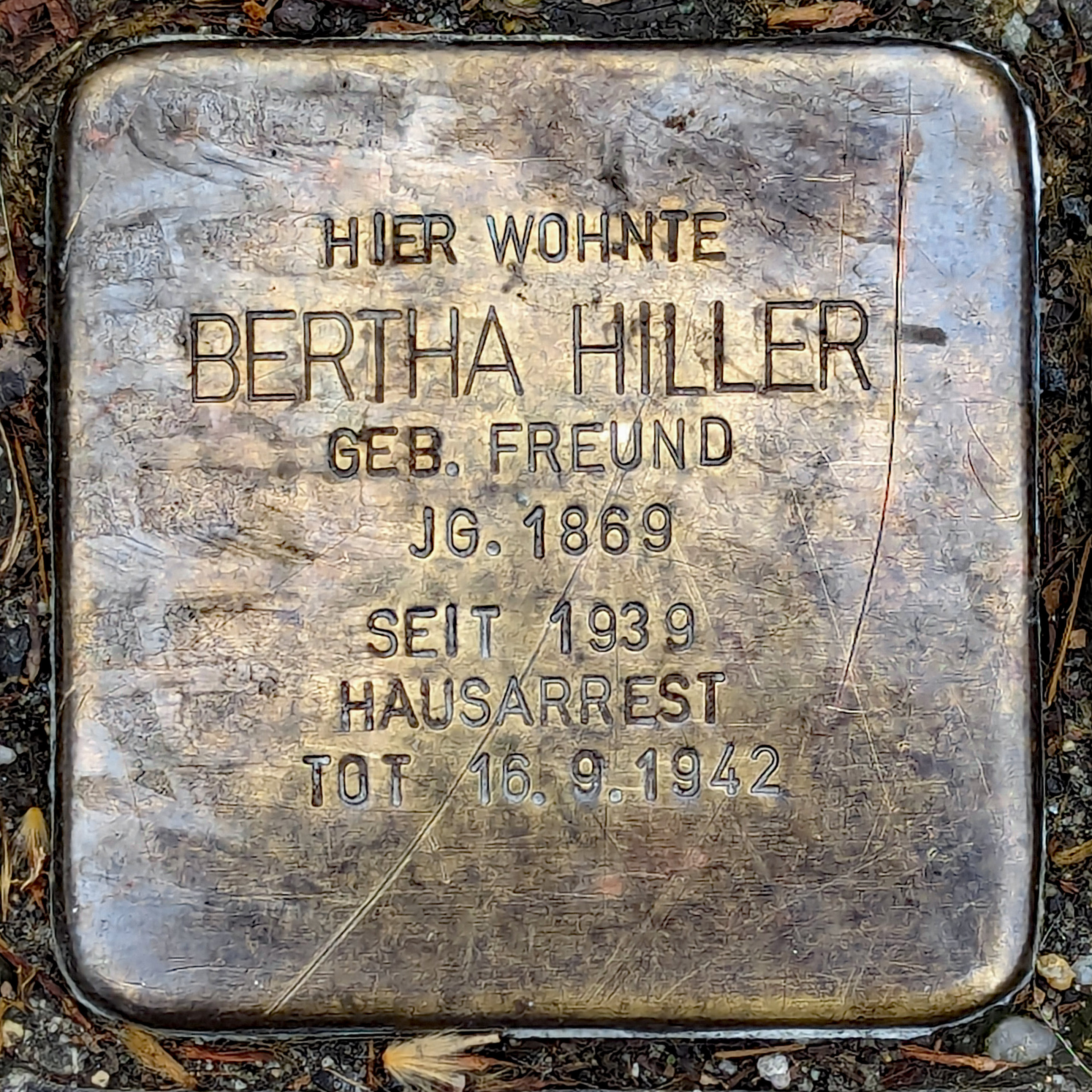
Stolperstein für Hillers Mutter Bertha in Zittau vor ihrer Villa

Josef Freund ging 1938 auf Rudolf Hillers Anraten nach Santiago de Chile und kehrte nie wieder nach Zittau zurück. Bertha Hiller durfte die seit 1899 von der Familie Hiller bewohnte Villa Ottokarplatz 1 (heute Hillersche Villa, Klienebergerplatz 1) weiter bewohnen. Seit 1938 war dafür allerdings eine jährlich zu zahlende Judenvermögensabgabe von 300.000 Reichsmark fällig, und Bertha Hiller durfte die Villa bis zu ihrem Tod im Jahr 1942 nicht mehr verlassen. Selbst das Begräbnis neben ihrem Ehemann auf dem Friedhof an der evangelischen Frauenkirche wurde offenbar für die Kirchengemeinde zum Problem.
In der Fahrzeugentwicklung ging es weiter, insbesondere beeinflusst durch den Schell-Plan von 1939, der eine drastische Reduktion der Typenvielfalt forderte. Dies führte zur Entwicklung des Phänomen Granit 1500, der 1941 in Produktion ging. Rudolf Hiller bekam jedoch zunehmend Schwierigkeiten, weil er als „Jüdischer Mischling ersten Grades“ eingestuft wurde. So holten zum Beispiel die Wanderer-Werke seit 1933 Auskünfte und Informationen ein, die unter anderem 1938 zur Absage der Teilnahme an den Feierlichkeiten zum 50-jährigen Unternehmensjubiläum der Phänomen-Werke führten. Im Dezember 1942 schließlich schrieb Karl Maria Hettlage aus dem Reichsministerium für Bewaffnung und Munition einen Brief an Rudolf Hiller, ihm seien „… Mitteilungen über Vorkommnisse zugegangen, die Ihre mangelnde Eignung zum Betriebsführer dartun sollen. Hauptanlaß zu diesen Beschwerden ist offenbar die Tatsache, daß Sie Halbjude sind.“ Zur „Lösung der Schwierigkeiten“ schlug Hettlage insbesondere vor, dass Hiller aus dem Vorstand ausscheidet und stattdessen Vorsitzender des Aufsichtsrats wird und dass der Name des Vaters Gustav Hiller aus der Firma gelöscht werden sollte. Von 1943 bis 1945 war Rudolf Hiller tatsächlich nur noch als selbstständiger Ingenieur im Aufsichtsrat tätig. Der Zusatz Gustav Hiller in der Firma wurde jedoch nicht entfernt. Einen letzten Wechsel im Vorstand während des Kriegs gab es, nachdem der inzwischen zum Wehrwirtschaftsführer ernannte Hermann Lucke 1944 im Alter von 65 Jahren an Gelbsucht infolge eines Gallensteinleidens starb.
Nach Kriegsende wurde Rudolf Hiller wieder Vorstandsvorsitzender der Phänomen-Werke Gustav Hiller AG und schied damit aus dem Aufsichtsrat aus. Nicht zuletzt die umfangreichen Demontage-Wellen in der Sowjetischen Besatzungszone (SBZ) führten in Sachsen zu einem fast völligen Stillstand der Fahrzeugproduktion. Aus diesem Grund bat der Staatssekretär für Wirtschaft und Arbeit der Landesverwaltung Sachsen Hiller im September 1945 um einen entsprechenden Produktionsvorschlag zur „Aktivierung der sächsischen Fahrrad- und Kraftfahrzeugindustrie“ im Jahr 1946 und um entsprechend notwendige Untersuchungen dazu. Diese Aufgabe wurde auch rasch auf das Gebiet der gesamten SBZ ausgeweitet, und Rudolf Hiller erledigte alles sehr zügig und gewissenhaft. Nach der Enteignung (1946 in sächsisches Landeseigentum, 1949 in Volkseigentum) verließ er jedoch noch 1946 die SBZ und übernahm in der Folge die technische Leitung bei Hanomag in Hannover.

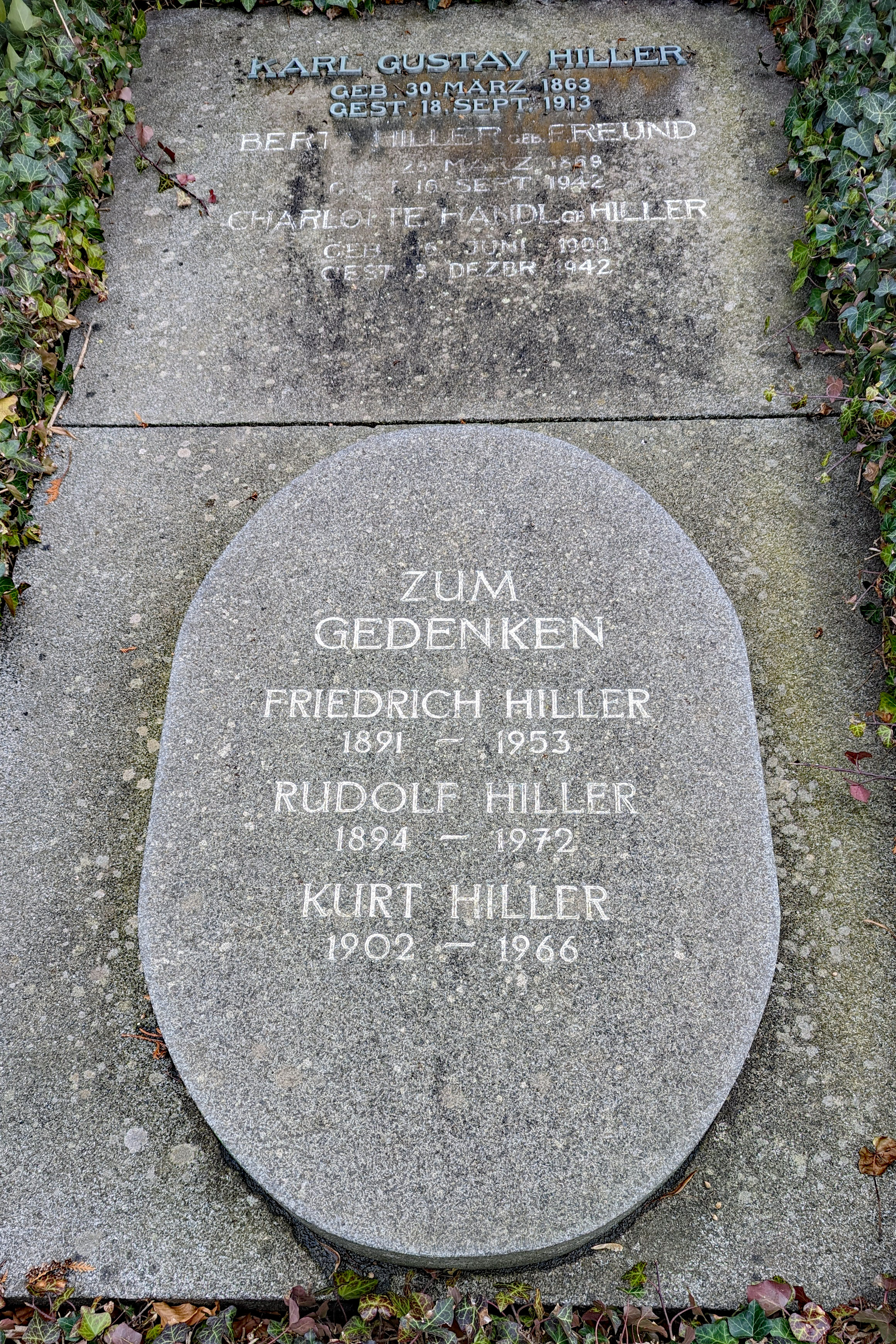
Gedenkplakette für die drei Brüder auf dem Grab der Familie Hiller

Die Mantelgesellschaft der AG wurde 1949 nach Hamburg verlagert und bestand dort unter der alten Firma weiter. Vorstandsvorsitzender war Rudolfs jüngerer Bruder, der Diplom-Kaufmann Kurt Hiller (1902–1966). Da der operative Bereich komplett in der SBZ verblieb und nur noch ein kleines Restvermögen übrig blieb, verzichtete man jedoch auf eine eigene Fertigung in Hamburg und verdiente sein Geld ausschließlich mit der Vergabe von Marken und Lizenzen als Patentverwertung. Dazu ließ Rudolf Hiller auch alte Reichspatente in neue Patente nach bundesdeutschem Recht überleiten, wie zum Beispiel das Patent zur Radabfederung für Kraftfahrräder von DRP 720 424 in das Patent 876 052. Aufgrund einer erfolgreichen Klage der Hiller-Brüder erhielt der Betrieb in Zittau ab 1. Januar 1957 den neuen Namen VEB Robur-Werke Zittau und die Fahrzeugmodelle hießen ab Juli 1956 nicht mehr Granit, sondern Garant. Die Mehrheit der Aktien der nach Hamburg verlegten Gesellschaft war zuletzt (Stand 1959) im Besitz der Familie Hiller. Die letzte bekannte Emission einer Aktie der Phänomen-Werke Gustav Hiller AG (in Hamburg) erfolgte im März 1969. Verkauft wurden hauptsächlich Fahrräder und Motorräder der Meister-Fahrradwerke Bielefeld mit dem Markennamen Phänomen. 1965 wurde der Hamburger Kaufmann Hans Grümmer alleinvertretungsberechtigter Vorstand. Er wurde auch im Dezember 1971 als Abwickler bestellt. Die Firma erlosch 1973 und wurde aus dem Handelsregister Hamburg gestrichen.
Rudolf Hiller starb im Alter von 78 Jahren in Hannover. Im Jahr 2018 bekamen Hillers Mutter und sein Onkel je einen Stolperstein in Zittau. Das Grab der Eltern und der Schwester Charlotte verheiratete Handl (1900–1942) auf dem Frauenfriedhof trägt eine Gedenkplakette für Rudolf und Kurt sowie den ältesten Bruder Friedrich, der Neurologe war und vor 1940 zeitweise im Aufsichtsrat der Phänomen AG saß. Friedrich zog 1941 dauerhaft in die Vereinigten Staaten und verstarb 1953 in Evanston (Illinois).